# كابلون (كيبك)
كابلون (بالإنجليزية: Caplan, Quebec)‏ هي حكم محلي و بلدية محلية في كيبيك تقع في كندا في Bonaventure Regional County Municipality. يقدر عدد سكانها بـ 2,039 نسمة ومساحتها 85.10 كم2 .

## المناخ
يظهر الجدول التالي التغييرات المناخية على مدار السنة لكابلون:
| البيانات المناخية لـكابلون        | البيانات المناخية لـكابلون | البيانات المناخية لـكابلون | البيانات المناخية لـكابلون | البيانات المناخية لـكابلون | البيانات المناخية لـكابلون | البيانات المناخية لـكابلون | البيانات المناخية لـكابلون | البيانات المناخية لـكابلون | البيانات المناخية لـكابلون | البيانات المناخية لـكابلون | البيانات المناخية لـكابلون | البيانات المناخية لـكابلون | البيانات المناخية لـكابلون |
| الشهر                             | يناير                      | فبراير                     | مارس                       | أبريل                      | مايو                       | يونيو                      | يوليو                      | أغسطس                      | سبتمبر                     | أكتوبر                     | نوفمبر                     | ديسمبر                     | المعدل السنوي              |
| --------------------------------- | -------------------------- | -------------------------- | -------------------------- | -------------------------- | -------------------------- | -------------------------- | -------------------------- | -------------------------- | -------------------------- | -------------------------- | -------------------------- | -------------------------- | -------------------------- |
| الدرجة القصوى °م (°ف)             | 10.0 (50.0)                | 10.0 (50.0)                | 17.0 (62.6)                | 25.5 (77.9)                | 29.4 (84.9)                | 32.0 (89.6)                | 34.4 (93.9)                | 33.3 (91.9)                | 30.0 (86.0)                | 22.2 (72.0)                | 18.3 (64.9)                | 12.8 (55.0)                | 34.4 (93.9)                |
| متوسط درجة الحرارة الكبرى °م (°ف) | −6.6 (20.1)                | −4.7 (23.5)                | 0.5 (32.9)                 | 6.7 (44.1)                 | 14.3 (57.7)                | 19.8 (67.6)                | 22.7 (72.9)                | 22.1 (71.8)                | 17.0 (62.6)                | 10.6 (51.1)                | 3.4 (38.1)                 | −2.7 (27.1)                | 8.6 (47.5)                 |
| المتوسط اليومي °م (°ف)            | −11.3 (11.7)               | −9.7 (14.5)                | −4.2 (24.4)                | 2.4 (36.3)                 | 9.1 (48.4)                 | 14.6 (58.3)                | 17.8 (64.0)                | 17.1 (62.8)                | 12.4 (54.3)                | 6.5 (43.7)                 | 0.1 (32.2)                 | −6.7 (19.9)                | 4.0 (39.2)                 |
| متوسط درجة الحرارة الصغرى °م (°ف) | −16 (3)                    | −14.7 (5.5)                | −8.9 (16.0)                | −1.9 (28.6)                | 4.0 (39.2)                 | 9.3 (48.7)                 | 12.9 (55.2)                | 12.1 (53.8)                | 7.8 (46.0)                 | 2.4 (36.3)                 | −3.3 (26.1)                | −10.6 (12.9)               | −0.6 (30.9)                |
| أدنى درجة حرارة °م (°ف)           | −33.0 (−27.4)              | −29.4 (−20.9)              | −28.5 (−19.3)              | −18.0 (−0.4)               | −6.1 (21.0)                | −6.7 (19.9)                | 1.5 (34.7)                 | 2.0 (35.6)                 | −3.3 (26.1)                | −9.0 (15.8)                | −21.0 (−5.8)               | −27.5 (−17.5)              | −33.0 (−27.4)              |
| الهطول مم (إنش)                   | 79.8 (3.14)                | 55.7 (2.19)                | 60.4 (2.38)                | 64.0 (2.52)                | 91.8 (3.61)                | 86.7 (3.41)                | 99.8 (3.93)                | 95.5 (3.76)                | 79.0 (3.11)                | 88.5 (3.48)                | 86.0 (3.39)                | 69.6 (2.74)                | 956.7 (37.67)              |
| معدل هطول الأمطار مم (إنش)        | 15.4 (0.61)                | 10.7 (0.42)                | 28.9 (1.14)                | 51.6 (2.03)                | 91.7 (3.61)                | 86.7 (3.41)                | 99.8 (3.93)                | 95.5 (3.76)                | 79.0 (3.11)                | 88.1 (3.47)                | 70.3 (2.77)                | 28.7 (1.13)                | 746.4 (29.39)              |
| متوسط تساقط الثلوج سم (إنش)       | 64.4 (25.4)                | 45.1 (17.8)                | 31.5 (12.4)                | 13.6 (5.4)                 | 0.1 (0.0)                  | 0.0 (0.0)                  | 0.0 (0.0)                  | 0.0 (0.0)                  | 0.0 (0.0)                  | 0.4 (0.2)                  | 15.6 (6.1)                 | 40.8 (16.1)                | 211.5 (83.3)               |
| المصدر: Environment Canada        |                            |                            |                            |                            |                            |                            |                            |                            |                            |                            |                            |                            |                            |